# Zehlaubruch
Koordinaten: 54° 31′ 48″ N, 20° 55′ 12″ O
Das Zehlaubruch (russisch Озёрское болото, Osjorskoje boloto) ist ein Hochmoor in der Oblast Kaliningrad (Russland), früheres Ostpreußen.

## Geschichte
Der Name Zehlau ist erstmals 1383 als Sailawa überliefert und ist prußischen Ursprungs. Ein ähnliches Litausices Wort bedeutet Insel. Die erste Beschreibung des Zehlaubruchs stammt von Kaspar Henneberger aus dem nahen Mühlhausen, der 1595 ein großes Morast oder Gebruch beschreibt.
Im 19. Jahrhundert wurde versucht, das Moor durch Abzugsgräben trockenzulegen. Auch 1930 war geplant, das Zehlaubruch für Torfabbau zu nutzen.
Als einziges noch wachsendes Hochmoor auf dem damaligen Territorium Deutschlands stand das Zehlaubruch seit 1910 unter Naturschutz.
Nach 1945 war das Moor jahrzehntelang Teil eines militärischen Sperrgebietes. Sein heutiger Schutzstatus ist unklar. In Karten aus den 1980er-Jahren ist es als Osjorski sapowednik verzeichnet. In einer Anordnung der Russischen Regierung von 1994 zur Einrichtung von Naturschutzgebieten und Nationalparks im Zeitraum bis 2005 ist das Moor als Sapowednik Prawdinski verzeichnet, in einer 2001 folgenden Verfügung für den Zeitraum bis 2010 dagegen nicht mehr aufgeführt.

## Entstehung
Das Moor entstand aus einem kleinen Torfmoosmoor, das seit etwa 6000 Jahren wächst, weil Nässe durch den Untergrund aus Ton und Lehm nicht abfließen kann. Die Oberfläche ist Bulten und Schlenken geprägt. Über 250 Blänken in Form von Wasseransammlungen und Teichen verschiedener Größe wurden gezählt. Die Teiche trocknen im Sommer nicht aus, weil ihre Sohle aus einer Letteschicht besteht. Einige Teiche haben sogar baumbestandene Inseln, worauf sich möglicherweise der Name bezieht.

## Lage und Größe

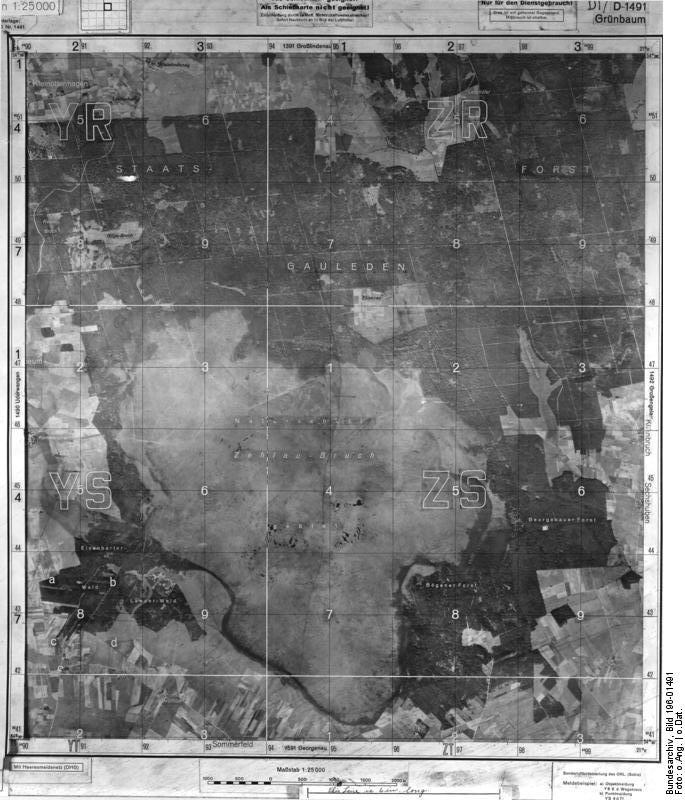
Luftbildkarte mit Zehlau-Bruch in der unteren Hälfte und Frisching (Staatsforst Gauleden) oben, 30er oder 40er Jahre

Südlich von Oserki (bis 1946 Groß Lindenau) gelegen, ist das Hochmoor im Westen, Norden und Osten vom Forst Frisching (oder Frisching-Forst, russisch Озёрский лес, Osjorski les) umgeben. Das Gebiet gehörte bis 1945 zum Landkreis Wehlau, heute ist es Teil des Rajons Prawdinsk (ehemals Friedland).
Das Moor ist etwa 23 km² (2300 ha) groß. Mehr als 40 Wasserflächen machen etwa acht Hektar aus. Das Moor erhebt sich aus der Ebene bis zu einer Höhe von 8,6 m über dem Untergrund und 38,6 m über dem Meeresspiegel. Entwässert wird es vor allem von der Prochladnaja (Frisching) zum Frischen Haff in westlicher Richtung, außerdem nach Norden über die Bäche Baidukowka (Gilge) und Gwardeiskaja (Kuhfließ) zum Pregel sowie nach Südosten über die Saprudnaja (Schwöne) zur Alle.